# Lauritz Bergendahl
Lauritz Bergendahl, né le 30 janvier 1887 à Sørkedalen et décédé le 15 avril 1965 à Nittedal, est un skieur nordique norvégien. Il remporte la médaille Holmenkollen en 1910. Il est surnommé le « Roi du ski ».

## Biographie

### Carrière sportive
Lauritz Bergendahl commence sa carrière en 1904. Il se classe troisième du saut à ski chez les juniors au festival de ski d'Holmenkollen. En 1905, il termine second dans cette catégorie. Il arrête la compétition entre 1905 et 1909 pour des raisons religieuses. Dès son retour à la compétition, il remporte le Championnat de Norvège de ski de fond (no) dans le 30 km et termine premier de la partie de ski de fond du combiné nordique au festival de ski d'Holmenkollen.
De 1910 à 1915 (il n'a participé à aucune compétition en 1911 à cause du service militaire), Lauritz Bergendahl domine les grandes compétitions. Il remporta cinq fois le combiné nordique et cinq fois le 50 km au festival de ski d'Holmenkollen. Il remporta le 50 km en 1912 avec une marge de 17 minutes, 22 minutes en 1914 et 8 minutes en 1915 pour sa course d'adieu.
En 1916, il est devenu membre honoraire de son club Sørkedalens Idrettsforening (no). En 1930, il a accepté des postes honorifiques à Association norvégienne de promotion du ski (en).
Il a porté la flamme olympique lors des Jeux olympiques d'hiver de 1952 dans le stade du Bislett.
Il est décédé en avril 1965 après avoir été heurté par une voiture trois semaines plus tôt.

### Vie familiale
Il est le fils d'un fermier Lars Nilsen Bergendahl (1842-1937) et Karine Michaelsen (1850-1926). En 1914, il épouse Thea Sævland (1887-1948). Rolf Bergendahl (no) (1917-1999) était leur fils.
Son neveu Lars Bergendahl a remporté trois médailles d'or en ski de fond aux championnats du monde de ski nordique ainsi que la médaille Holmenkollen en 1939.

## Hommage
Une course porte son nom, la lauritz bergendahls minneløp.
En 1977, le roi Olav a inauguré un monument en hommage à Lauritz Bergendahl situé à Sørkedalen skole (no).

## Résultats

### Festival de ski d'Holmenkollen
- Il a gagné cette compétition en combiné nordique (no) en 1910, 1912, 1913, 1914 et 1915[5].
- Il a gagné cette compétition dans le 50 km (no) en 1910, 1912, 1913, 1914 et 1915.

### Championnats de Norvège
- Championnat de Norvège de combiné nordique
  - Il remporte le titre en 1910 et 1912.
- En Championnat de Norvège de ski de fond (no)
  - Il remporte le titre dans le 30 km en 1909 et 1912.

### Jeux nordiques
- En 1913 à Stockholm, il remporte le saut à ski, termine 2e du combiné et troisième dans le 60 km (derrière Albin Lingvall et Matti Koskenkorva (fi)[3]).

### Autres
- Il a terminé premier du championnat d'Allemagne de combiné nordique en 1913.
- Il a terminé premier du championnat d'Autriche de ski 1912 (de).

### Distinctions
- Il remporte le Prix Damenes (no) en 1915.
- Au cours de sa carrière, il a remporté 10 Kongepokal.
- Il remporte la médaille Holmenkollen en 1910.